# Polský fotbalový svaz
Polský fotbalový svaz (Polski Związek Piłki Nożnej, zkratka PZPN) je organizace disponující právní osobností, která zastřešuje veškerý fotbal v Polsku, včetně ženského, plážového i futsalu. Polsko má 934 822 registrovaných fotbalistů a 6 679 klubů. Každé ze šestnácti vojvodství má vlastní fotbalový svaz, podřízený centru. Nejvyšším orgánem je šestnáctičlenná správní rada v čele s předsedou. Svaz řídí polskou fotbalovou reprezentaci, devět úrovní ligové soutěže (tři profesionální a šest amatérských), Polský fotbalový pohár a Polský Superpohár. Sídlí ve Varšavě na ulici Bitwy Warszawskiej 1920 r. v domě číslo 7.

## Historie
Předchůdcem PZPN byla Polská fotbalová unie, založená v roce 1911 ve Lvově, jejíž působnost byla omezena pouze na rakouský zábor Polska. Po vyhlášení nezávislosti byl 20. prosince 1919 založen delegáty 31 klubů Polský fotbalový svaz, který byl 20. dubna 1923 přijat do FIFA. V roce 1920 se začala hrát liga a roku 1921 byl sehrán první mezistátní zápas. V roce 1951 byl svaz začleněn do jednotné celostátní sportovní organizace GKKF (Główny Komitet Kultury Fizycznej), v roce 1956 obnovil samostatnou existenci. V roce 1955 se Polsko stalo členem UEFA. V letech 2007–2008 byla na svaz uvalena nucená správa, kterou v důsledku korupčního skandálu nařídil ministr sportu Mirosław Drzewiecki, což vedlo ke sporu mezi Polskem a FIFA.
Nejúspěšnější érou polského fotbalu byla 70. léta a počátek 80. let 20. století, kdy Poláci vyhráli olympijský turnaj 1972 a získali bronzové medaile na mistrovství světa ve fotbale 1974 a mistrovství světa ve fotbale 1982.
Polský fotbalový svaz spolu s Ukrajinskou fotbalovou federací pořádal mistrovství Evropy ve fotbale 2012.

## Seznam předsedů
1. Edward Cetnarowski (1919–1928)
2. Władysław Bończa-Uzdowski (1928–1937)
3. Kazimierz Glabisz (1937–1939)
4. Tadeusz Kuchar (1945–1946)
5. Władysław Bończa-Uzdowski (1946–1949)
6. Andrzej Przeworski (1949–1951)
7. Jerzy Bordziłowski (1951–1953)
8. Jan Rotkiewicz (1953–1954)
9. Roman Gajzler (1954–1954)
10. Władysław Rajkowski	1954–1956
11. Stefan Glinka (1956–1961)
12. Wit Hanke (1961–1966)
13. Wiesław Ociepka (1966–1972)
14. Stanisław Nowosielski (1972–1973)
15. Jan Maj (1973–1976)
16. Edward Sznajder (1976–1978)
17. Marian Ryba (1978–1981)
18. Włodzimierz Reczek (1981–1985)
19. Edward Brzostowski (1985–1986)
20. Zbigniew Jabłoński (1986–1989)
21. Jerzy Domański (1989–1991)
22. Kazimierz Górski (1991–1995)
23. Marian Dziurowicz (1995–1999)
24. Michał Listkiewicz (1999–2008)
25. Grzegorz Lato (2008–2012)
26. Zbigniew Boniek (2012–2021)
27. Cezary Kulesza od 2021